# Softbol als Jocs Olímpics
El Softbol és un esport, únicament disputat per dones, que ha format part del programa olímpic des dels Jocs Olímpics d'Estiu de 1996 celebrats a Atlanta (Estats Units d'Amèrica).
L'11 de juliol de 2005 el Comitè Olímpic Internacional (COI) decidí eliminar aquest esport juntament amb el beisbol del programa per als Jocs Olímpics d'Estiu de 2012 celebrats a Londres (Regne Unit), esdevenint el primer esport a ser eliminat dels Jocs des de l'eliminació del polo en els Jocs Olímpics d'Estiu de 1936 disputats a Berlín (Alemanya). Posteriorment aquesta decisió fou confirmada el 9 de febrer de 2006. El 3 d’agost de 2016 el COI va votar la inclusió del beisbol i el softbol als Jocs Olímpics d’estiu del 2020, juntament amb el karate, l'escalada esportiva, el surf i el monopatí de carrer.
Les grans dominadores d'aquest esport són els Estats Units i el Japó.

## Medallistes
| Edició       | Or           | Argent          | Bronze    |
| 1996 Atlanta | Estats Units | R.P. de la Xina | Austràlia |
| 2000 Sydney  | Estats Units | Japó            | Austràlia |
| 2004 Atenes  | Estats Units | Austràlia       | Japó      |
| 2008 Pequín  | Japó         | Estats Units    | Austràlia |
| 2020 Tòquio  | Japó         | Estats Units    | Canadà    |

## Medaller
| Posició | País            | Or | Argent | Bronze | Total |
| 1       | Estats Units    | 3  | 2      | 0      | 5     |
| 2       | Japó            | 2  | 1      | 1      | 4     |
| 3       | Austràlia       | 0  | 1      | 3      | 4     |
| 4       | R.P. de la Xina | 0  | 1      | 0      | 1     |
| 5       | Canadà          | 0  | 0      | 1      | 1     |

## Medallistes més guardonats
| Jugadora      | CON          | Or | Plata | Bronze | Total |
| Laura Berg    | Estats Units | 3  | 1     | 0      | 4     |
| Natalie Ward  | Austràlia    | 0  | 1     | 3      | 4     |
| Tanya Harding | Austràlia    | 0  | 1     | 3      | 4     |
| Melanie Roche | Austràlia    | 0  | 1     | 3      | 4     |
| Lori Harrigan | Estats Units | 3  | 0     | 0      | 3     |